# Berżeniki II
Berżeniki II (lit. Beržininkai II) – wieś na Litwie, w okręgu uciańskim, w rejonie ignalińskim, w gminie Rymszany.
Inna nazwa wsi – Berżeniki Gajdziańskie.

## Historia
W czasach zaborów dobra w granicach Imperium Rosyjskiego.
W dwudziestoleciu międzywojennym ówczesny zaścianek leżał w Polsce, w województwie nowogródzkim (od 1926 w województwie wileńskim), w powiecie brasławskim, w gminie Dryświaty, a następnie w gminie Rymszany.
Według Powszechnego Spisu Ludności z 1921 roku zamieszkiwało tu 29 osób, wszystkie były wyznania rzymskokatolickiego i zadeklarowali polską przynależność narodową. Było tu 6 budynków mieszkalnych. W 1931 zamieszkiwało tu 26 osób w 6 budynkach.
Wierni należeli do parafii rzymskokatolickiej w Rymszanach. Miejscowość podlegała pod Sąd Grodzki w m. Turmont i Okręgowy w Wilnie; właściwy urząd pocztowy mieścił się w Mieżanach.